# Schwetschkea sublaxa
Schwetschkea sublaxa är en bladmossart som beskrevs av Brotherus och Jean Édouard Gabriel Narcisse Paris 1908. Schwetschkea sublaxa ingår i släktet Schwetschkea och familjen Leskeaceae. Inga underarter finns listade i Catalogue of Life.